# ブランビィ (フリゲート)
|          | |
| 艦歴     | |
| 発注     | 1962年1月3日                                                                                          |
| 起工     | 1963年8月1日                                                                                          |
| 進水     | 1964年6月6日                                                                                          |
| 就役     | 1965年8月5日                                                                                          |
| 退役     | 1989年3月31日                                                                                         |
| その後   | 1994年9月28日に海事管理局に移管                                                                       |
| 除籍     | 1994年7月1日                                                                                          |
| 性能諸元 | |
| 排水量   | 2,624トン                                                                                             |
| 全長     | 414 ft 6 in (126.3 m)                                                                                 |
| 全幅     | 44 ft 1 in (13.4 m)                                                                                   |
| 吃水     | 24 ft 6 in (7.5 m)                                                                                    |
| 機関     | フォスター・ホイーラー缶2基 タービン1基 1軸推進、35,000shp                                            |
| 最大速   | 27ノット                                                                                              |
| 乗員     | 士官16名、兵員231名                                                                                   |
| 兵装     | Mk30 5インチ砲 2門 8連装 ASROC Mk16 ランチャー 1基 Mk32 12.75インチ魚雷発射管 6門 Mk37 魚雷発射管 2門 |
| 搭載機   | SH-2F LAMPS I 1機                                                                                     |
| モットー | |

ブランビィ (USS Brumby, FF-1044) は、アメリカ海軍のフリゲート。ガーシア級フリゲートの4番艦。艦名はフランク・H・ブランビィ提督に因む。

## 艦歴
ブランビィは1963年8月1日にルイジアナ州ニューオーリンズのエイボンデール造船所で起工する。1964年6月6日にミュリエル・タッカーマンおよびコーネリア・トラクスタン・フィッツジェラルド（ブランビィ提督の孫娘）によって命名、進水し、1965年8月5日に就役した。
ベトナム戦争時には主に大西洋で活動し、その後1989年3月31日に退役、1994年7月1日に除籍された。